# Дижелезен триоксид
Дижелезен триоксид (двужелезен триокис, железен(III) оксид, хематит, колкотар, крокус; химична формула – Fe2O3) е сложен неорганичен солеобразуващ железен оксид със степен на окисление на желязото +3.

## Физични свойства
В ромбоедричната алфа-фаза дижелезният триоксид е антиферомагнитен под 260 K; от тази температура до 960 K α-Fe2O3 е слаб феромагнетик.  Кубичната метастабилна гама фаза γ-Fe2O3 (среща се в природата като минерал магхемит) е феримагнитна.
Дижелезният триоксид е амфотерен оксид с червено-кафяв цвят със силно преобладаване на основни свойства. Термично устойчив на температури над температурата на изпарение (1987 °C). Образува се при изгаряне на желязо във въздуха. Не реагира с вода. Реагира бавно с киселини и основи. Възстановява се от въглероден окис и разтопено желязо. Той се слива с оксиди на други метали и образува двойни оксиди – шпинели.
В природата се среща като широко разпространен минерал хематит, чиито примеси причиняват червеникавия цвят на латерита, червените земи, а също и повърхността на Марс; друга кристална модификация се среща като минерал магхемит.

## Химични свойства
1. Взаимодействие с разредена солна киселина:
{\displaystyle {\mathsf {Fe_{2}O_{3}+6HCl\longrightarrow 2FeCl_{3}+3H_{2}O}}.}
2. Взаимодействие с натриев карбонат:
{\displaystyle {\mathsf {Fe_{2}O_{3}+Na_{2}CO_{3}\longrightarrow 2NaFeO_{2}+CO_{2}\uparrow }}}
3. Взаимодействие с натриев хидроксид при синтез:
{\displaystyle {\mathsf {Fe_{2}O_{3}+2NaOH\longrightarrow 2NaFeO_{2}+H_{2}O}}}
4. Възстановяване до желязо чрез водород:
{\displaystyle {\mathsf {Fe_{2}O_{3}+3H_{2}{\xrightarrow {1000^{\circ }C}}2Fe+3H_{2}O}}}

## Получаване
Термично разлагане на съединения на железни(III) соли във въздуха:
{\displaystyle {\mathsf {Fe_{2}(SO_{4})_{3}\rightarrow Fe_{2}O_{3}+3SO_{3}}}}
{\displaystyle {\mathsf {4Fe(NO_{3})_{3}\cdot 9H_{2}O\rightarrow 2Fe_{2}O_{3}+12NO_{2}\uparrow +3O_{2}+36H_{2}O}}}
Обезводняване на железен метахидроксид чрез калциниране:
{\displaystyle {\mathsf {2FeO(OH)\rightarrow Fe_{2}O_{3}+H_{2}O}}}
В природата – оксидни железни руди хематит Fe2O3 и лимонит Fe2O3·nH2O.

## Приложение
Използва се при топенето на чугун в доменни пещи, като катализатор при производството на амоняк, компонент на керамика, цветни цименти и минерални бои,  при термитно заваряване на стоманени конструкции, като носител на аналогови и цифрова информация (например звук и изображение) върху магнитни ленти (феримагнитни γ -Fe2O3), като полиращо вещество (червен минзухар) за стомана и стъкло.
В хранително-вкусовата промишленост се използва като оцветител за храни (E172).
Двужелезният триоксид също се използва като пигмент, под наименованията „Pigment Red 101“, „Pigment Brown 6“ и „Pigment Brown 7“.  Последните два са одобрени за употреба в козметиката. Каламиновият лосион, използван за лечение на лек сърбеж, се състои главно от комбинация от цинков оксид, действащ като стягащо средство, и около 0,5 % дижелезен триоксид, активната съставка на продукта, действаща като противосърбежно средство. Червеният цвят на дижелезния триоксид също е основна причина за розовия цвят на лосиона.
Двужелезният триоксид се използват като пигменти и в зъбни композити заедно с титаниеви оксиди.  Той е основният компонент на желязната охра (кафявата минерална боя „колкотар“). Хематитът е характерният компонент на шведската боя Falu red.
В ракетното моделиране се използва за производство на катализирано карамелно гориво, което има скорост на изгаряне с 80 % по-висока от тази на обикновеното гориво.
В нефтохимическата промишленост се използва като основен компонент на катализатор за дехидрогениране при синтеза на диенови мономери.